# 仙洞町

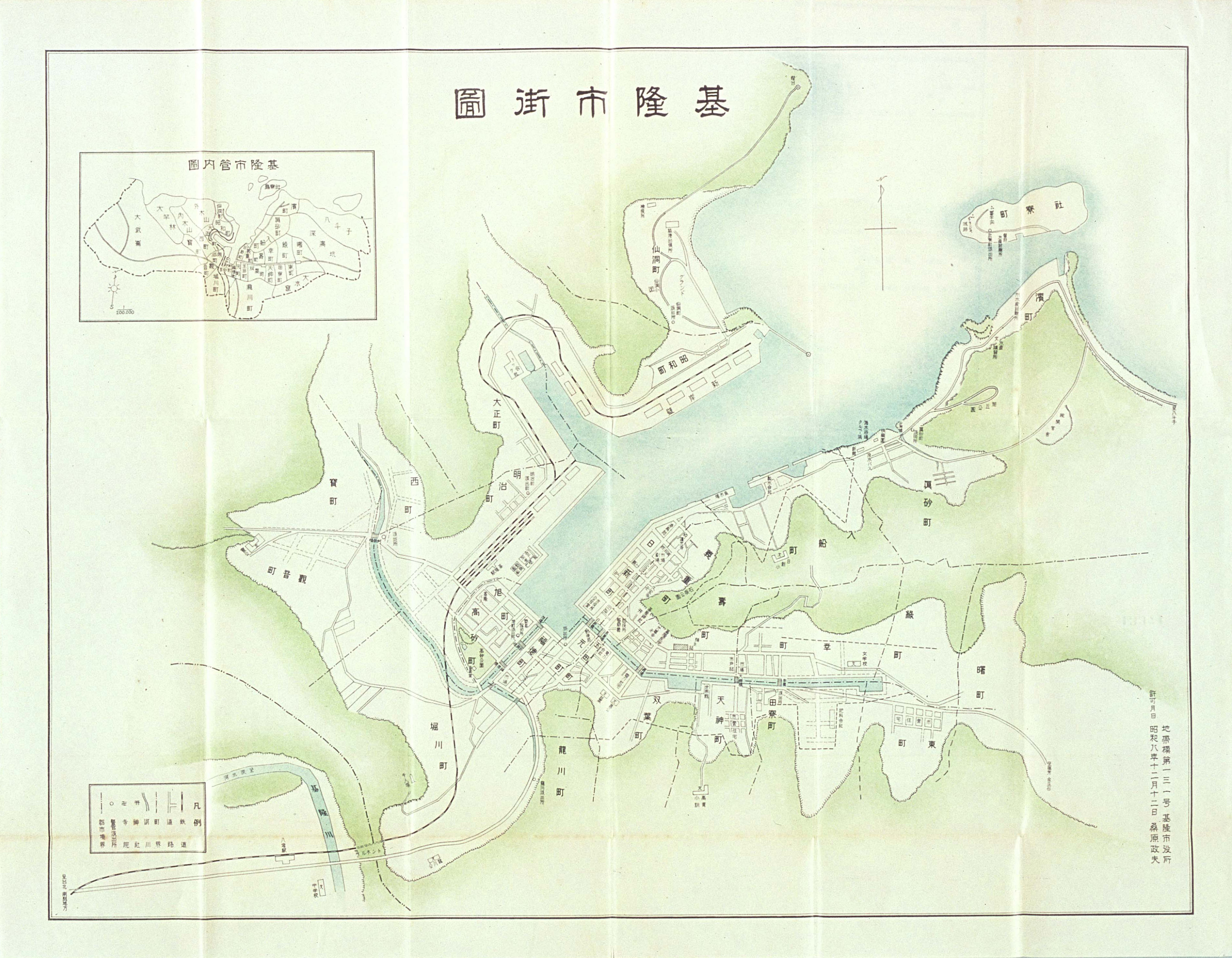
基隆市街圖

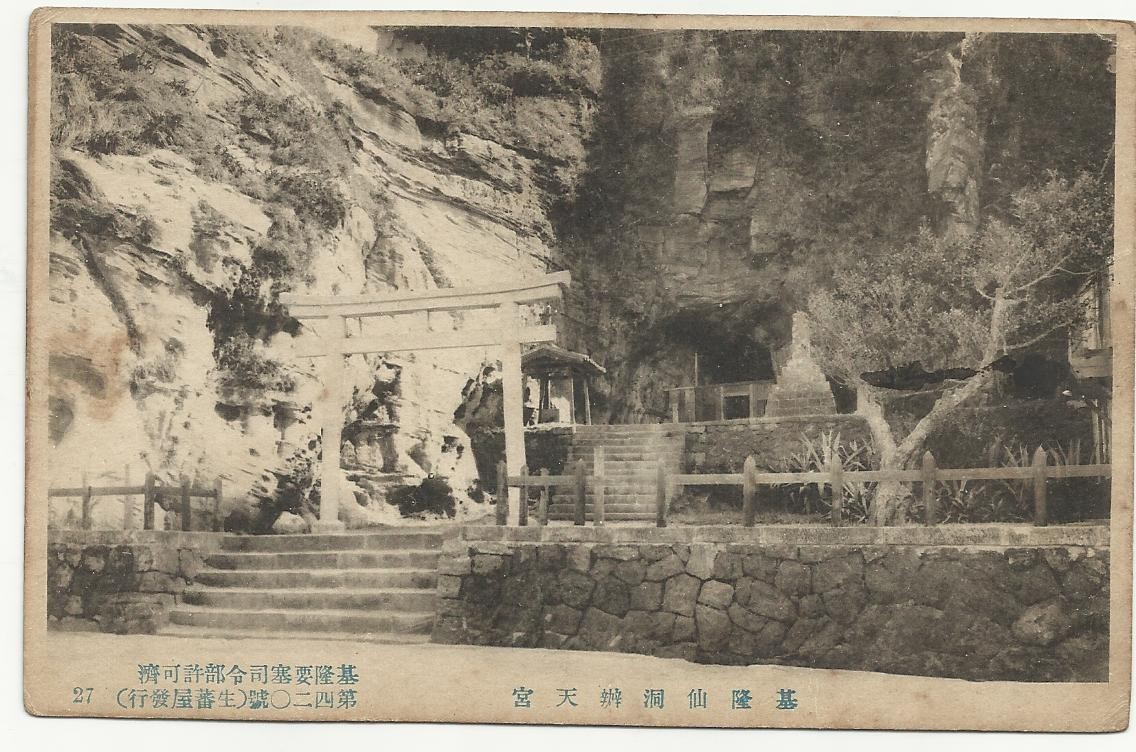
基隆仙洞辨天宮

仙洞町為台灣日治時期臺北州基隆市的一個町，於基隆市自昭和6年（1931年）10月1日實施町名改正後設置，位於先洞窟以北，其名稱取自仙洞巖；當地原屬於基隆市大字仙洞。
仙洞町約為現今地籍新仙洞段的範圍，約為中山區仙洞里和太白里。

## 町內設施
- 基隆港務部檢疫所
- 基隆築港出張所
- 仙洞尋常小學校（今仙洞國小）[3]
- 臨濟宗妙心寺派最勝寺（現 仙洞巖）